# Río Curaray
Der Río Curaray ist ein etwa 1070 km langer rechter Nebenfluss des Río Napo in Ecuador und Peru.

## Flusslauf
Der Río Curaray entspringt in den östlichen Ausläufern der Cordillera Real auf einer Höhe von etwa 950 m. Das Quellgebiet liegt 33 km ostnordöstlich von Puyo in der ecuadorianischen Provinz Pastaza. Der Río Curaray fließt anfangs 70 km in ostnordöstlicher Richtung. Später wendet er sich nach Osten und ab Flusskilometer 940 wendet er sich in Richtung Ostsüdost. Er durchfließt das Amazonasbecken und weist dabei ein stark mäandrierendes Verhalten auf, mit zahlreichen Flussschlingen und Altarmen. Größere Nebenflüsse im Oberlauf sind Río Ogian, Río Tzapino und Río Nushiño von links. Bei Flusskilometer 870 befindet sich die Siedlung Curaray am linken Flussufer. Dort trifft der Río Villano rechtsseitig auf den Fluss. Bei Flusskilometer 537 erreicht der Río Curaray Peru. Bei Flusskilometer 525 trifft der Río Cononaco von links auf den Río Curaray. Dieser bildet auf den folgenden fünf Kilometern die Staatsgrenze von Peru und Ecuador. Auf diesem Abschnitt grenzt der Río Curaray an die Provinz Orellana. Anschließend durchfließt der Río Curaray die peruanische Provinz Maynas in überwiegend ostsüdöstlicher Richtung. Schließlich trifft der Río Curaray auf den Río Napo, 325 km oberhalb dessen Mündung in den Amazonas.

## Einzugsgebiet
Der Río Curaray entwässert ein Areal von etwa 26.900 km². Davon befinden sich 16.700 km² in Ecuador. Lediglich 510 km² des Einzugsgebietes liegen oberhalb einer Höhe von 500 m und können den Anden zugerechnet werden. Das restliche Gebiet erstreckt sich über das Amazonastiefland von Ecuador und Peru.